# Касперсен, Кристин
Кристин Касперсен (швед. Kristin Kaspersen, норв. Kristin Kaspersen; род. 30 сентября 1969 года, Осло) — шведская и норвежская телеведущая, работающая на телеканале TV4, дочь популярной шведской певицы Лилль-Бабс и норвежского футболиста Хьелля Касперсена. Начала телевизионную карьеру в 1990-е годы, и с тех пор приняла участие в качестве ведущей во множестве телепередач, в основном развлекательных. Является одной из одной из самых известных телеведущих Швеции.

## Биография
Родилась 30 сентября 1969 года в Осло в семье шведской певицы Лилль-Бабс и вратаря сборной Норвегии по футболу Хьелля Касперсена. После развода родителей в 1973 году жила с матерью в Стокгольме, однако часто навещала отца в Осло.

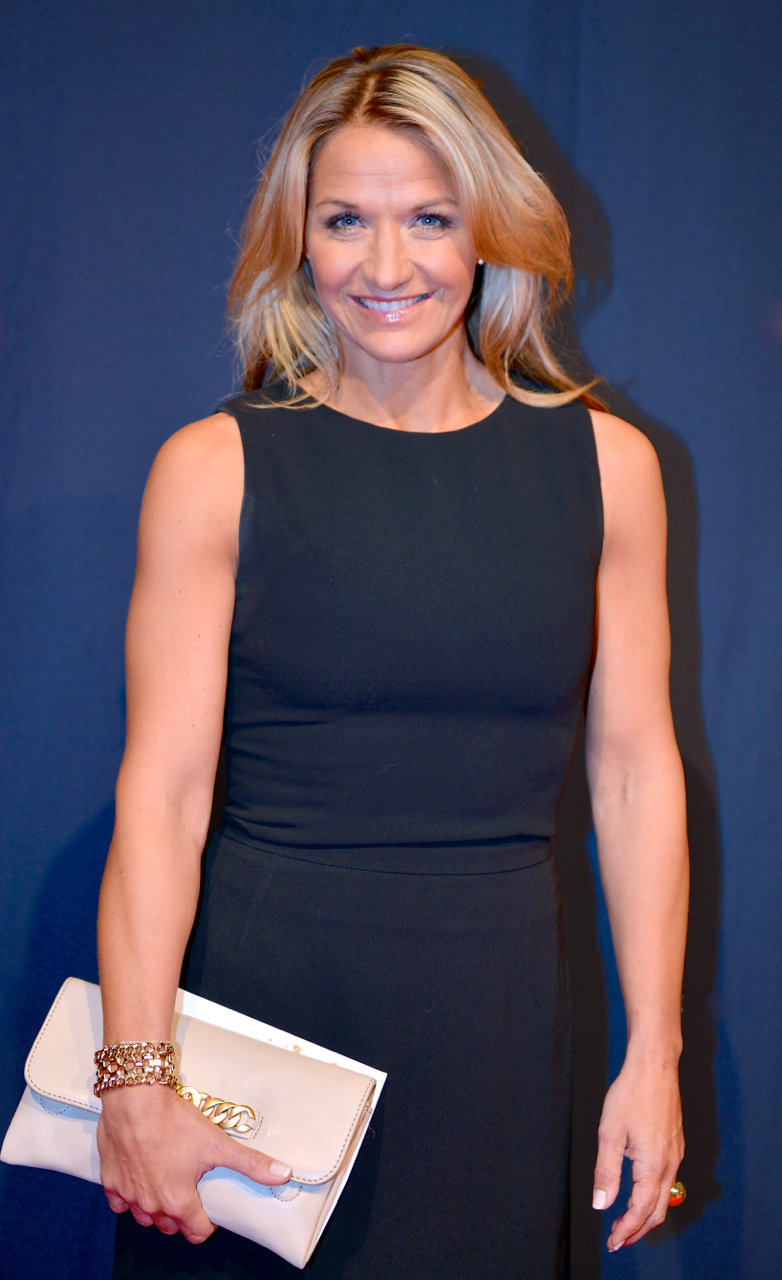
Кристин Касперсен в 2014 году

В одиннадцать лет Кристин сыграла свою первую роль на сцене, приняв участие в мюзикле театра Folkan «Пеппи Длинныйчулок» (по мотивам одноимённой серии повестей Астрид Линдрген) — вместе со своей старшей сводной сестрой Малин Бергхаген, дочерью Лилль-Бабс от первого брака. Впоследствии сыграла ещё в нескольких мюзиклах.
Окончив в 1988 году гимназию в Юсдале, Кристин работала барменом и официанткой в Стокгольме и Осло а также стюардессой. В 1990 году впервые пришла на телевидение: год работала стажёром в шоу Роберта Ашберга Ikväll, шедшем на шведском телеканале TV3, затем была ведущей прогноза погоды на одноимённом норвежском телеканале.
В 1992 году Касперсен вернулась на шведское телевидение. В 1992—1993 году была ведущей передачи Station Åre на канале ZTV, затем вела программу Sommar på Gröna Lund на канале TV4. За эти работы была удостоена Премии имени Леннарта Хюланда в номинации «Самая популярная телеведущая Швеции», став самым молодым обладателем этой премии за всю её историю.
В конце 1990-х годов Касперсен вместе с Ульфом Ларссоном вела воскресное развлекательное шоу Söndagsöppet, в котором сумела взять интервью у многих известных людей, среди которых — Шер и Том Джонс. В 2002 году Касперсен вела Melodifestivalen. В 2003 и 2005 годах она и её тогдашний муж Ханс Фален вместе вели шоу Fortet — шведскую версию телеигры «Форт Боярд». 
С 2007 года Касперсен является одной из ведущих Nyhetsmorgon — самого популярного утреннего шоу Швеции. В 2010 году она вела прямую трансляцию свадьбы кронпринцессы Виктории и Даниэля Вестлинга.
Является постоянным колумнистом шведского журнала Family Living.
В 2019 году, в паре с танцором Калле Стернером, одержала победу в танцевальном шоу канала TV4 Let's Dance.

## Личная жизнь
Кристин Касперсен имеет двух сводных сестёр — Монику Свенссон (внебрачная дочь Лилл-Баббс, род. 1955) и Малин Бергхаген (дочь Лилл-Баббс от певца Лассе Бергхагена, род. 1966).
В 1995—2000 годах Касперсен жила в незарегистрированным браке с пятиборцем Мартином Лампрехтом. Имеет от него сына Филиппа.
В апреле 2003 года вышла замуж за телеведущего Ханса Фалена. Касперсен и Фален познакомились в 1993 году на съёмках программы Station Åre, и долгое время оставались близкими друзьями, начав встречаться лишь в 2002 году. В феврале 2004 года у них родился сын Леон. В начале 2008 года супруги развелись, сохранив тёплые дружеские отношения.
В 2010 году Касперсен переехала из Стокгольма в Соллентуну, где и проживает в настоящее время. Увлекается фотографией, гольфом, физической культурой и йогой.